# Jüri Pootsmann
Jüri Pootsmann, né le 1er juillet 1994 est un chanteur estonien ayant remporté la sixième saison de Eesti otsib superstaari (Nouvelle star estonienne).
Le 5 mars 2016, il remporte la finale nationale "Eesti Laul 2016" et est choisi pour représenter l'Estonie au concours Eurovision de la chanson 2016 à Stockholm, en Suède avec la chanson Play (Joue). Il a un contrat chez Universal Music Baltics,. 
Il participe à la demi-finale, le 10 mai 2016 mais termine à la dernière place de la demi-finale et n'est pas qualifié pour la grande finale du 14 mai.